# Alexandru Andrieș
Alexandru Andrieș (n. 13 octombrie 1954, Brașov) este un cântăreț de blues / jazz / folk, arhitect, scriitor, poet, traducător, pictor și grafician.

## Biografie
Alexandru Andrieș s-a născut în Brașov. A urmat Institutul de Arhitectură "Ion Mincu" (1980).
Este Conferențiar Doctor la Institutul de Arhitectură "Ion Mincu". 
Debut solistic în 1974 - Club A, scenic în 1979 - Festivalul de jazz & rock Brașov, cu trupa Basorelief. Debut discografic în 1984 la Electrecord (cu albumul "Interioare").
Are la activ peste 3100 concerte până în 2002.

## Discografie
- Interioare (1984)
- Interiors (1985)
- Country & Western Greatest Hits III (1986)
- Rock'n Roll (1987)
- Despre distanțe (1988)
- Trei oglinzi (1989)
- Interzis (1990)
- Azi (1991)
- Așteptînd-o pe Maria (1991)
- Pofta vine mîncînd (1992)
- Vecinele mele 1, 2, 3 (1992)
- Cît de departe (1993)
- Nimic nou pe frontul de est (1993)
- Nimic nou pe frontul de est (single 1993)
- Decembrie / Vis cu îngeri (1993)
- Slow Burning Down (1994)
- Alexandru Andrieș (1994)
- Ultima repetiție (1995)
- Hocus Pocus (1995)
- Balaurul verde / Tarom blues (1995)
- La mulți ani 1996 (1995)
- Albumul alb (1996)
- Acasă (1996)
- Tăcerile din piept (1996)
- Ungra (1996)
- În concert (1997)
- Singur, singur, singur, singur... (1997)
- Verde-n față (1998)
- Culori secrete (1998)
- Alb-negru (1999)
- Texterioare (1999)
- Cîntece pentru prințesă (1999)
- Watercolours (1999)
- Vreme rea (2000)
- Bingo România (2000)
- La mulți ani, Bob Dylan (2001)
- Pe viu (2001)
- Fără titlu (2001)
- Muzică de divorț (2001)
- Cîntece de-a gata (2002)
- Blues Expert (2003)
- 50/30/20 (2004)
- 50/30/20 (DVD 2004)
- Comandă specială (2005)
- Tandrețuri (DVD 2005)
- Ediție specială (DVD+CD 2006)
- Nimic nu iese-așa cum vrei (2006)
- Legiunea străină Soundtrack (2007)
- Videoarhiva 1, 2, 3 (DVD 2007)
- Videoarhiva 4, 5 (DVD 2007)
- La Sala Auditorium 04.12.06 (2007)
- Ninge iar... (2007)
- Oficial (2008)
- În sfîrșit la M.I. (DVD 2008)
- Acustic la ACT (DVD 2008)
- Împreună (2008)
- Împreună (DVD 2008)
- Nunta mută Soundtrack (2008)
- Petală (2009)
- Du-mă înapoi (2010)
- Muzică de colecție, Vol. 110 (Jurnalul Național 2010)
- Du-mă înapoi 2 (2010)
- Mia's Children - Concertul (DVD 2010)
- Vechituri (2010)
- Incorekt (2011)
- Incorekt - Live la Excelsior (2011)
- Du-mă înapoi Deluxe (2011)
- JT (2012)
- Excelsior 03.12.2012 (2013)
- Du-mă înapoi 4 (2013)
- Cîntece piraterești (2013)
- Interioare 2014 (2014)
- Interioare 2014 în concert (2015)
- Disc domestic EP (2016)
- Disc domestic (2016)
- Andrieș la Auditorium (2017)

## Volume
- Almanah Anticipația 1984 (1983)
- Almanah Anticipația 1985 (1984)
- Așteptând-o pe Maria (1991)
- La mulți ani Dylan (1991)
- Singur acasă (1992)
- Petala (Editura Vellant, 2009)
- Desen și arhitectură (Editura Vellant, 2009)
- Cu mătușa prin România (Editura Vellant, 2012)

## Membru
- Uniunea Arhitecților din România (din 1980)
- Uniunea Scriitorilor din România (din 1994)
- D.D.A. / Uniunea Compozitorilor și Muzicologilor din România (din 1994)
- Asociația Ziariștilor din România

## Premii și distincții
Președintele României Ion Iliescu i-a conferit lui Alexandru Andrieș la 10 decembrie 2004 Ordinul Meritul Cultural în grad de Cavaler, Categoria B - "Muzică", „pentru contribuțiile deosebite în activitatea artistică și culturală din țara noastră, pentru promovarea civilizației și istoriei românești”. 